# Pilgerodendron uviferum
Pilgerodendron uviferum és l'única espècie acceptada del gènere monotípic Pilgerodendron, de la família de les cupressàcies. És una conífera nativa del sud-oest de Sud-amèrica. És localment coneguda com a ten, len o xiprer de les illes a Xile i l'Argentina.

## Descripció
És un arbre gros, de fins a 40 m d'alçada, de copa piramidal i estreta i d'aspecte semblant a un xiprer. Té una escorça vermellosa, formada per làmines que es desprenen amb facilitat, rugosa i amb fissures longitudinals. Les branques tenen una disposició vertical i els branquillons són rogencs.
Les fulles del ten són esquamiformes allargades, oposades, petites (de 3-6 mm de longitud) per 2,5 d'amplada, lleugerament corbades cap a la tija i presenten un característica línia clara a l'anvers.
Els aments són cilíndrics, de color groc marronós, apareixen durant la primavera a l'extrem dels branquillons laterals. Els cons femenins són ovoides, glaucs, d'un cm de longitud, formats per dos parells d'esquames oposades. Al madurar els cons esdevenen llenyosos, de color bru grisós i alliberen entre 2 o 4 llavors alades.
És fàcilment confusible amb la Fitzroya cupressoides, ja que presenten port similar però la Fitzroya té fulles verticil·lades en grups de tres, mentre que Pilgerodendron uviferum té les fulles oposades.

## Distribució i hàbitat
A l'Argentina és present al sud dels Andes, es troba localment en diferents punts des de la província de Río Negro fins a la Terra del Foc. A Xile és més abundant, present des del nivell del mar fins als 1000 m i de Valdivia a la Terra del Foc. Creix en sòls molt humits. Tolera l'entollament del sòl i pot créixer en torberes.

## Etimologia
- El nom del gènere, Pilgerodendron està compost pels morfemes Pilger, en honor del botànic alemany Robert Pilger i de -dendron que en grec significa arbre.
- l'epítet uviferum, prové del llatí, que significa portador de raïm, en al·lusió a la forma i disposició dels cons femenins.[2]